# Sanasarian College

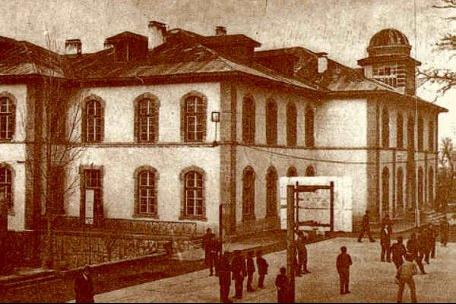
Sanassarian College

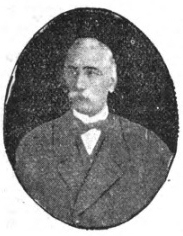
Mgrdich Sanasarian, Gründer

Das Sanassarian-College (armenisch Սանասարեան վարժարան, türkisch Sanasaryan Koleji) oder Sanasarian-College war eine armenischsprachige Institution für Höhere Bildung in der Stadt Erzurum im Osmanischen Reich, das 1881 vom armenischen Händler Mgrdich Sanasarian gegründet wurde.

## Beschreibung
Die Hochschule galt als eine Schule von hoher Qualität und hatte in Deutschland ausgebildetes Lehrerpersonal; das Kollegium umfasste einen neunjährigen Kurs, der zu einem hochgradigen Bildungsstatus führte. Die Schule existierte bis zum Völkermord an den Armeniern 1915/1916, als die meisten Lehrer getötet und das Gebäude zerstört wurde. Das Sanassarian-College war die führende Institution für die armenische Kultur und Bildung in den Ostprovinzen während der Jahre vor dem Ersten Weltkrieg.

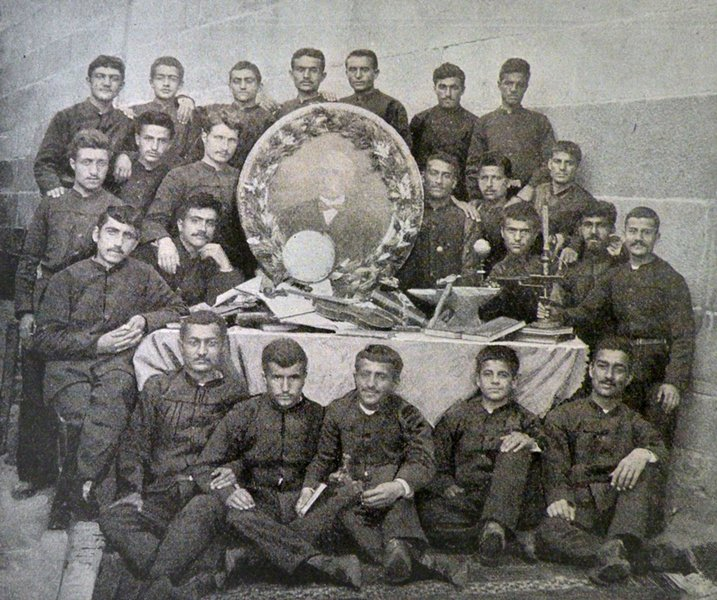
Absolventen der Sanassarian-Schule

Die britische Entdeckerin, Schriftstellerin und Naturhistorikerin Isabella Bird’s (1831–1904) beschrieb die Schule wie folgt:

“One of the most interesting sights in Erzerum is the Sanassarian College, founded and handsomely endowed by the liberality of an Armenian merchant. The fine buildings are of the best construction, and are admirably suited for educational purposes, and the equipments are of the latest and most complete description. The education and the moral and intellectual training are of a very high type, and the personal influence of the three directors, who were educated in Germany and England, altogether ‚makes for righteousness.‘ The graduation course is nine years. The students, numbering 120, wear a uniform, and there is no distinction of class among them. They are, almost without exception, manly, earnest, and studious, and are full of enthusiasm and esprit de corps. Much may be hoped for in the future from the admirable moral training and thorough education given in this college, which is one of the few bright spots in Armenia.”

„Eine der interessantesten Sehenswürdigkeiten in Erserum ist das Sanassarian-College, gegründet und ansehnlich ausgestattet durch die Großzügigkeit eines armenischen Kaufmannes. Die feinen Gebäude sind aus bestem Bau, und sind bewundernswert angepasst für Bildungszwecke, und die Ausstattungen sind von neuester und vollkommenster Sorte. Die Erziehung sowie die moralische und intellektuelle Ausbildung sind von einem sehr hohen Schlag, und der persönliche Einfluss der drei Direktoren, die in Deutschland und England ausgebildet wurden, “sorgen insgesamt für Rechtschaffenheit.” Der Kurs bis zum Abschluss beträgt neun Jahre. Die Studenten, insgesamt 120, tragen eine Uniform, und es gibt unter ihnen keine Unterscheidung zwischen Klassen. Sie sind fast ohne Ausnahme männlich, ernsthaft und gelehrsam, und sind voller Enthusiasmus sowie Korpsgeist. Viel kann in der Zukunft von der bewundernswerten moralischen Ausbildung und gründlichen Erziehung, die in dieser Schule gegeben sind, erhofft werden, die eine der wenigen Lichtblicke in Armenien sind.“

## Rechtsstatus
Im Jahre 1912 wurde das Sanassarian-Kollegium nach Sivas transferiert. 1915 wurde es durch die Türken zerstört.
Das Patriarchat von Konstantinopel der Armenischen Apostolischen Kirche wandte sich an das Gericht in Ankara für die Rückgabe des Sanassarian-Colleges. Das Eigentum des Sanassarian-Kollegiums umfasste neun Grundstücke in Erzurum, ein Gartenhaus und ausgedehntes Farmland im Dorf Aghveren, zwei Grundstücke im Dorf Gez und eine große Gewerbeimmobilie, bekannt als Sanasarian Han, im Bezirk Sirkeci von Istanbul. Der Gerichtsprozess ist noch anstehend.

## Bekannte Absolventen
- Karekin Pastermadjian
- Krikor Balakian
- Vartkes Serengülian